# 重口味 (歌曲)
《重口味》是香港歌手陳奕迅的一首單曲，於2012年8月10日發佈，作為其粵語專輯《...3mm》的主打單曲，全曲模仿1980年代香港流行音樂的電子舞曲風格。此首憑着別具特色的編曲與歌詞，囊括2012年度叱咤樂流行榜頒獎典禮叱咤樂壇至尊歌曲大獎、2012年度十大中文金曲全球華人至尊金曲獎等殊榮。

## 創作背景
《...3mm》是陳奕迅成立音樂製作公司EAS Music後，首張發行的專輯，所有歌曲均由Swing創作，其中《重口味》刻意仿傚1980年代香港流行音樂的電子舞曲風格，藉此向當時的香港樂壇致敬，尤其是譚詠麟的《愛情陷阱》、《暴風女神》及《夏日寒風》等電子舞曲致敬，作詞的黃偉文刻意加入急速歌詞「每次殺不死你，殺不死你，也醫好你」及「誰若要勝利，勝利，勝利，勝利，勝利，勝利，最毒的分手也細味」，刻意仿傚《愛情陷阱》中「這陷阱，這陷阱，這陷阱偏我遇上」的歌詞，而陳奕迅設定歌詞主題為探討復原力，故黃偉文譜詞以情傷後的恢復為題。

## 音樂影片
由Vernie Yeung（楊龍澄）導演。音樂影片中，陳奕迅刻意從1980年代張國榮和譚詠麟的音樂影片尋找元素，「80年代的MV，除美女之外，當然離不開Disco的夢幻紅綠燈、煙霧、鐵網、鋼筋，所以我們就在一個夢幻煙霧，充滿Disco感覺的迷幻燈光之下，拍攝這輯MV」。陳奕迅從排舞老師即學即跳舞步外，按導演要求自行亂舞，自創出「雙掌不停交叉亂劈」的動作。化妝師也用上了4小時，為他化上彩繪的妝容，以配合80年代熱極一時的佐治童子（Boy George）與大衛·寶兒的造型。

## 外部連結
- 《...3mm》大碟簡介 （页面存档备份，存于），環球唱片網站